# Gmina Doboj Jug
Gmina Doboj Jug (boś. Općina Doboj Jug) – gmina w Bośni i Hercegowinie, w kantonie zenicko-dobojskim. W 2013 roku liczyła 4137 mieszkańców.